# Vladimir Khrapovitski
Pour les articles homonymes, voir Khrapovitski.
Vladimir Semionovitch Khrapovitski (en russe : Влади́мир Семёнович Храпови́цкий) né le 23 juin 1858 (5 juillet dans le calendrier grégorien) à Saint-Pétersbourg dans l'Empire russe et décédé le 30 juillet 1922 à Wiesbaden en Allemagne, est un important exploitant forestier russe, mécène, chambellan, dernier maréchal de la noblesse du gouvernement de Vladimir (1909—1917), colonel au Régiment de hussards de la Garde impériale (Russie).
Sur les terres dont il est propriétaire, il fait édifier le château de Mouromtsevo en style néogothique sur des plans de l'architecte moscovite Piotr Boïtsov, dans le petit village de Mouromtsevo (oblast de Vladimir, raïon de la ville de Soudogda). L'église d'Alexandra de Rome est également construite à son initiative à côté du château. Il était propriétaire d'une collection de peintures et d'objets décoratifs dont il a fait don au pouvoir soviétique après la Révolution d'octobre. Ces collections ont été ensuite transférées au musée réserve d'art et d'architecture de Vladimir-Souzdal.